# Agustín Eloy Sánchez
Agustín Eloy Sánchez Núñez (La Chorerra; 1956-29 de agosto de 1979) fue un futbolista panameño que jugaba como delantero. El Estadio Agustín Muquita Sánchez lleva su nombre en su honor.

## Selección nacional
Debutó con la selección de Panamá el 15 de agosto de 1975 en un partido amistoso contra Haití. Este mismo año, jugó en la primera eliminatoria de Panamá, donde con un gol suyo, venció a Costa Rica 3-2.

## Clubes
| Club                      | País        | Año       |
| ------------------------- | ----------- | --------- |
| Atlético Paraná           | Panamá      | 1974-1979 |
| C.D. Universidad (cesión) | El Salvador | 1976-1977 |